# Liga Invernal Veracruzana 2010-2011
La Temporada 2010-2011 de la Liga Invernal Veracruzana fue la edición número 6 de la segunda etapa de este circuito.
El equipo campeón fue Chileros de Xalapa, derrotando en la Serie Final 4 juegos a 2 a los Brujos de Los Tuxtlas, bajo el mando del mánager Shammar Almeida.

## Cambios en la competencia
Los dueños de los equipos se reunieron y tomaron la decisión de acortar dos semanas y media el calendario para que la liga pudiera concluir de buena manera, esto a causa de la contingencia que se vivió en la parte sur del estado de Veracruz y la constante cancelación de juegos de temporada regular.
Para esta campaña se aumentó de 8 a 12 equipos, sin embargo el Juego de Estrellas fue cancelado. 
También hubo cambios en el sistema de competencia, quedando un standing general de doce equipos.

## Equipos participantes
| Liga Invernal Veracruzana 2010-2011 |                             |                              |                                      |
| Zona                                | Equipo                      | Sede                         | Estadio                              |
| Centro                              | Cafeteros de Córdoba        | Córdoba, Veracruz            | "Beisborama"                         |
| Centro                              | Chileros de Xalapa          | Xalapa, Veracruz             | Deportivo Colón                      |
| Centro                              | Gallos de Santa Rosa        | Ciudad Mendoza, Veracruz     | Deportivo Esfuerzo Obrero            |
| Centro                              | Marlines de Boca del Río    | Veracruz, Veracruz           | Deportivo Universitario "Beto Ávila" |
| Centro                              | Rojos de Veracruz           | Veracruz, Veracruz           | Deportivo Universitario "Beto Ávila" |
| Centro                              | Toros de Soledad            | Soledad de Doblado, Veracruz | Santa Catarina                       |
| Sur                                 | Broncos de Cosamaloapan     | Cosamaloapan, Veracruz       | Deportivo Cosamaloapeño              |
| Sur                                 | Brujos de Los Tuxtlas       | San Andrés Tuxtla, Veracruz  | Aurelio Ballados                     |
| Sur                                 | Cardenales de Puerto México | Coatzacoalcos, Veracruz      | "Presidente Miguel Alemán"           |
| Sur                                 | Gavilanes de Minatitlán     | Minatitlán, Veracruz         | 18 de marzo de 1938                  |
| Sur                                 | Piñeros de Isla             | Isla, Veracruz               | "Alberto Cházaro Lagos"              |
| Sur                                 | Tobis de Acayucan           | Acayucan, Veracruz           | La Arrocera                          |